# Otto von Klewitz
Karl Otto von Klewitz (* 5. September 1837 in Magdeburg; † 17. März 1889 in Hildesheim) war ein preußischer Landrat im Kreis Meisenheim.

## Leben
Otto von Klewitz war ein Sohn von Karl Wilhelm von Klewitz, eines Oberlandesgerichtsrates und dessen Ehefrau Wilhelmine, geb. Steltzer. Nach einem erfolgten Hausunterricht besuchte er das Joachimsthalsche Gymnasium in Berlin, wo er im September 1855 die Reifeprüfung ablegte. Im Anschluss absolvierte 1855/59 ein Studium der Kameralwissenschaften in Berlin und Wittenberg, dem im Dezember 1859 das Auskultatorexamen folgte. Ab dem 11. November 1860 war er zunächst Auskultator beim Kammergericht, dann war er ab Dezember 1860 beim Kreisgericht Breslau und nach einem Auslandsurlaub ab 1863 auch beim Kreisgericht Hirschberg beschäftigt. Nach dem Zweiten Staatsexamen war er ab dem 3. Oktober 1864 als Regierungsreferendar bei der Regierung Frankfurt/Oder, sowie ab 1865 vertretungsweise bei der Bürgermeisterei Fürstenberg tätig. Von Juli bis Oktober 1866 wurde er vertretungsweise mit der Verwaltung des Kreises Ziegenrück betraut, bevor er 1868  das Staatsexamen ablegte und im Anschluss für ein Jahr die Vertretung des Bürgermeisters von Sommerfeld übernahm. Ab dem 1. April 1869 übernahm er kommissarisch die Verwaltung der Amtmannstelle in Arolsen, sowie ab dem 30. Januar die des Amtmanns zu Twiste (mit Sitz in Arolsen). Am 14. Mai 1879 zum kommissarischen Landrat des Kreises Meisenheim ernannt (definitive Ernennung 13. Oktober 1880) wurde er dort auf eigenen Antrag am 13. Oktober 1885 in den Ruhestand verabschiedet.

## Familie
Klewitz heiratete am 12. September 1872 in Garmissen Caroline Schlüter (* 3. März 1850 in Garmissen), Tochter des Rittergutbesitzers Schlüter.

## Weblink
- Klewitz, Carl Otto von. Hessische Biografie. (Stand: 9. November 2023). In: Landesgeschichtliches Informationssystem Hessen (LAGIS).